# ديفيد ألتون
ديفيد ألتون (بالإنجليزية: David Alton)‏ هو سياسي بريطاني، ولد في 15 مارس 1951 في الإمبراطورية الرومانية. حزبياً، نشط في المقاعد المعترضة ‏ والديمقراطيون الليبراليون والحزب الليبرالي.

## مناصب
- في الانتخابات الفرعية في مجلس العموم البريطاني [الإنجليزية]‏، انتخب عضو البرلمان السابع والأربعون للمملكة المتحدة عن دائرة Liverpool Edge Hill (UK Parliament constituency) [الإنجليزية]‏ خلال فترته النيابية ‏ (29 مارس 1979 – 7 أبريل 1979).
- في الانتخابات العامة للمملكة المتحدة 1979 [الإنجليزية]‏، انتخب عضو البرلمان الثامن والأربعون للمملكة المتحدة عن دائرة Liverpool Edge Hill (UK Parliament constituency) [الإنجليزية]‏ خلال فترته النيابية ‏ (3 مايو 1979 – 13 مايو 1983).
- انتخب عضو البرلمان الخمسون للمملكة المتحدة عن دائرة Liverpool Mossley Hill (UK Parliament constituency) [الإنجليزية]‏ وقد انضم خلال فترته النيابية ‏ (8 مارس 1988 – 16 مارس 1992)  للكتلة البرلمانية الديمقراطيون الليبراليون.
- في الانتخابات العمومية للمملكة المتحدة 1983 [الإنجليزية]‏، انتخب عضو البرلمان التاسع والأربعون للمملكة المتحدة عن دائرة Liverpool Mossley Hill (UK Parliament constituency) [الإنجليزية]‏ خلال فترته النيابية ‏ (9 يونيو 1983 – 18 مايو 1987).
- في الانتخابات العمومية للمملكة المتحدة 1987 [الإنجليزية]‏، انتخب عضو البرلمان الخمسون للمملكة المتحدة عن دائرة Liverpool Mossley Hill (UK Parliament constituency) [الإنجليزية]‏ وقد انضم خلال فترته النيابية ‏ (11 يونيو 1987 – 8 مارس 1988)  للكتلة البرلمانية الحزب الليبرالي.
- في الانتخابات العامة في المملكة المتحدة 1992 [الإنجليزية]‏، انتخب عضو البرلمان الحادي والخمسون للمملكة المتحدة عن دائرة Liverpool Mossley Hill (UK Parliament constituency) [الإنجليزية]‏ خلال فترته النيابية ‏ (9 أبريل 1992 – 8 أبريل 1997).
- انتخب عضو مجلس اللوردات (17 يونيو 1997 – ).
- انتخب Chief Whip of the Liberal Democrats [الإنجليزية]‏ (1985 – 11 يونيو 1987).